# Abobra
Abobra — монотипний рід родини гарбузових, який містить один вид Abobra tenuifolia. Це багаторічна в'юнка рослина, яка досягає у висоту 4 метри. Його батьківщиною є Південна Америка (Аргентина, Бразилія та Уругвай), його іноді культивують як декоративні рослини, а також заради їстівних плодів. Квіти виділяють сильний аромат і мають блідо-зелений колір і розпускаються з липня по серпень. Насіння дозріває з вересня по жовтень. Плід яйцюватої форми, діаметром 14 мм.